# مارك لوسون
مارك لوسون (24 أكتوبر 1985 في المملكة المتحدة - ) (بالإنجليزية: Mark Lawson)‏ هو لاعب كريكت بريطاني. لعب مع نادي مقاطعة ديربيشاير للكريكت ‏ ونادي مقاطعة ميدلسكس للكريكت ‏ ونادي مقاطعة يوركشاير للكريكت ‏ وKent County Cricket Club ‏.

## وصلات خارجية
- مارك لوسون على موقع إي آس بي آن كريك إنفو (الإنجليزية)